# José Luis Munárriz
José Luis Munárriz e Iraizoz (ur. 26 sierpnia 1762 w Estelli, zm. 18 lipca 1830 w Madrycie) – hiszpański pisarz, tłumacz, krytyk literacki i erudyta.
Studiował w Salamance, po czym przeniósł się do Madrytu. W 1796 został honorowym członkiem Królewskiej Akademii Sztuk Pięknych św. Ferdynanda i sekretarzem Królewskiej Kompanii Filipin. W 1815 został dyrektorem kompanii i zrezygnował ze swojego stanowiska w akademii. Przetłumaczył na język hiszpański kompendium wykładów na temat retoryki i literatury pięknej Hugh Blaira (Lectures on Rhetoric and Belles Lettres); tłumaczenie wydano w Hiszpanii w 1815.